# 지붕 위의 기병
지붕 위의 기병(Le Hussard Sur Le Toit, The Horseman On The Roof)은 프랑스에서 제작된 장-폴 라프노 감독의 1995년 드라마 영화이다. 올리비에 마르티네즈 등이 주연으로 출연하였고 르네 클레이망 등이 제작에 참여하였다.
출시, 방영명은 지붕 위에 기병이다.

## 출연

### 주연
- 올리비에 마르티네즈
- 줄리엣 비노쉬

### 조연
- 로라 마리노니
- 폴 쉐빌아드
- 패트릭 메디오니
- 필립 궤건
- 장-프랑수아 페이지즈
- 리처드 새멀
- 클라우디오 아멘돌라

## 제작진
- 미술: 에지오 프리게리오
- 미술: 자크 루셀
- 미술: 크리스티앙 마르티